# BrowserChoice.eu
BrowserChoice.eu는 마이크로소프트의 유럽 연합 경쟁법 위반 소송의 결과로 2010년 3월 만들어진 웹사이트이다. 이 소송은 마이크로소프트가 시장 지배적 지위를 남용하여 윈도우에 인터넷 익스플로러를 끼워넣음으로써 웹 브라우저 시장에서 부당하게 높은 점유율을 차지하였기 때문에 유럽 연합에 의해 제기되었다. 이 사이트는 유럽 연합 집행위원회의 판결에 따라 마이크로소프트가 만들었다.

## 웹 브라우저 선택 화면
웹 브라우저 선택 화면(웹 브라우저 밸럿 박스)은 인터넷 익스플로러 창에서 12개의 웹 브라우저가 무작위로 나열되어 있는 화면이다.

## 브라우저 목록
웹 브라우저 선택 화면의 처음 화면에는 5개의 주요 브라우저가 나열되어 있고, 스크롤을 통해 오른쪽으로 화면을 이동하면 나머지 7개 브라우저가 나열되어 있다. 웹 브라우저 순서는 처음에는 알파벳 순서로 나열될 계획이었지만, 비판으로 인해 지금은 두 그룹으로 나뉘어 무작위로 나열된다. 무작위 나열은 12개 브라우저가 모두 무작위 나열되는게 아니라, 그룹별로 무작위 나열된다.
첫 번째 그룹은 가장 많이 쓰이는 5개 브라우저가 무작위 순서로 나열되어 있다. 5개 브라우저는 인터넷 익스플로러, 모질라 파이어폭스, 구글 크롬, 사파리, 오페라이다. 두 번째 그룹은 상대적으로 덜 쓰이는 7개 브라우저가 무작위 순서로 나열되어 있다. 7개 브라우저는 아방트 브라우저, 코모도 드래곤, K-멜레온, 맥스톤, 락멜트, 루나스케이프, SR웨어 아이언이다.

### 변경
2010년 8월 마이크로소프트는 슬레이프니르와 그린브라우저를 제거하고, 루나스케이프와 SR웨어 아이언을 추가하였다.

## 결과
경쟁 브라우저들의 트래픽이 증가하였고, 사용자가 적은 브라우저에 사용자가 늘어나는 계기가 되었다.

## 청원
두 번째 그룹에 있는 플로크, 아방트 브라우저, 그린브라우저, 맥스톤, 슬레이프니르, 슬림브라우저는 (스크롤 방식이 아닌) 텍스트 또는 그래픽으로 상위 5개 브라우저보다 더 많이 노출될 수 있도록 마이크로소프트가 변경해 달라는 청원을 유럽 연합에 냈다. 하지만 마이크로소프트는 "우리는 현재 사이트를 변경하는 것을 검토하고 있지 않다."고 말하였다.